# Bystra Ławka
Bystra Ławka (słow. Bystrá lávka) – przełęcz w słowackich Tatrach Wysokich położona na wysokości 2315 m n.p.m. (według wcześniejszego pomiaru 2314 m), będąca najniższym punktem grani pomiędzy Furkotem (Furkotský štít) a Wielkim Soliskiem – najwyższym szczytem Grani Soliska. Bystra Ławka oddziela od siebie dwie grupy turni: Bystre Czuby i Bystre Turniczki, a dokładnie wierzchołki Skrajnej Bystrej Czuby (Predný bystrý hrb) na północnym zachodzie i Wielkiej Bystrej Turniczki (Veľká bystrá vežička) na południowym wschodzie. 
Przez przełęcz od 1993 r. prowadzi szlak turystyczny oznaczony kolorem żółtym z Doliny Młynickiej do Furkotnej. Dawniej szlak prowadził przez zlokalizowany około 200 m na północny zachód Bystry Przechód – wypłaszczenie w południowo-wschodniej grani Furkotu, położone bezpośrednio poniżej jego kopuły szczytowej. Na wielu mapach zaznaczona jest jedna przełęcz Bystry Przechód, na innych podane są błędne wysokości.

## Szlaki turystyczne
– żółty szlak ze Szczyrbskiego Jeziora dnem Doliny Młynickiej obok wodospadu Skok i dalej na Bystrą Ławkę, stamtąd dalej do Doliny Furkotnej. Przejście szlakiem przez przełęcz jest dozwolone w obie strony, jednak zalecany jest kierunek z Doliny Młynickiej do Furkotnej w celu uniknięcia zatorów na łańcuchach.
- Czas przejścia ze Szczyrbskiego Jeziora na Bystrą Ławkę: 3:30 h, ↓ 2:35 h
- Czas przejścia z Bystrej Ławki do rozstaju ze szlakiem niebieskim w Dolinie Furkotnej: 1:30 h, ↑ 2 h

## Przypisy

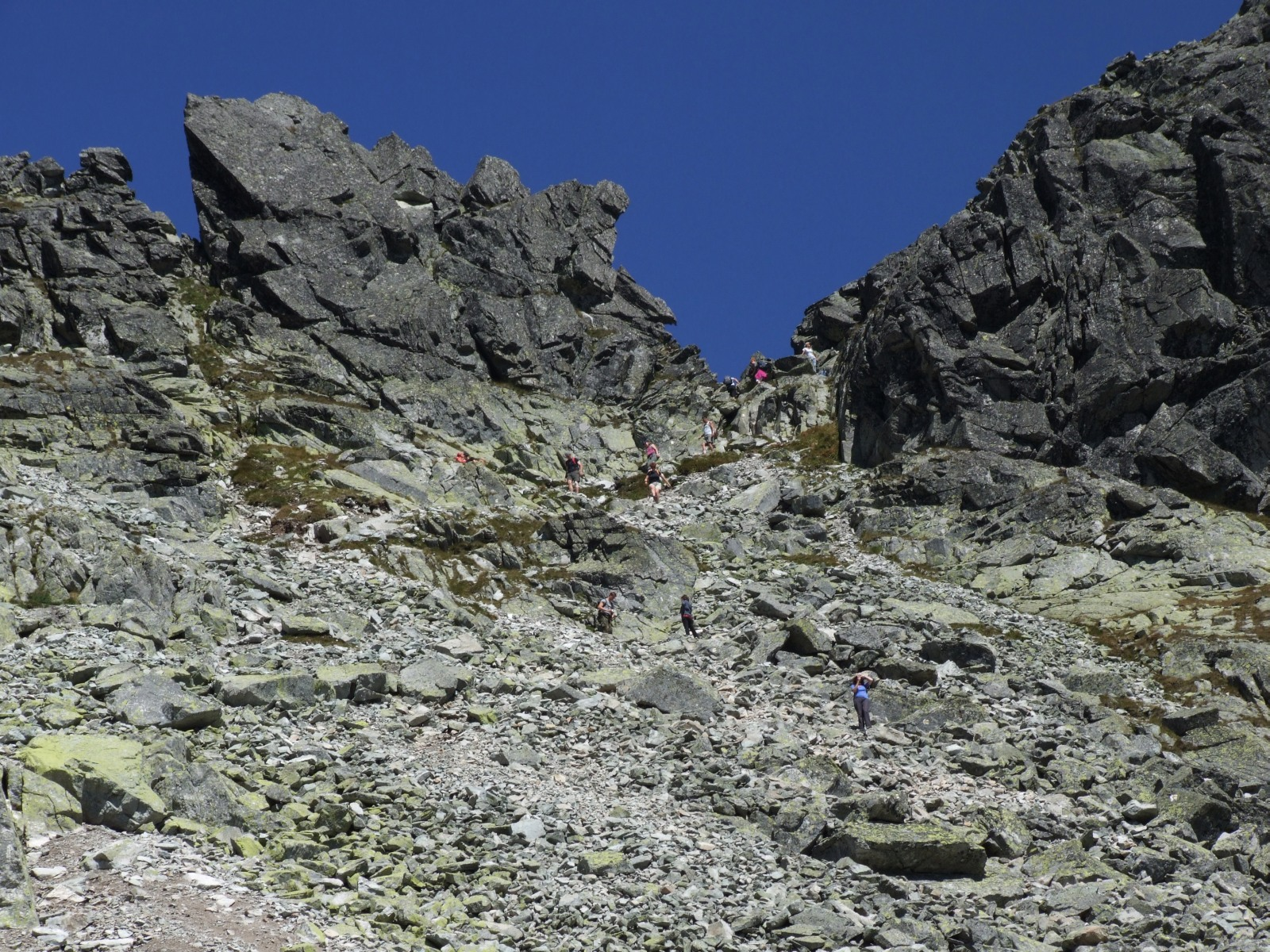
Bystra Ławka od strony Doliny Furkotnej